# Al-Walid
Al-Walid čili al-Tanf je město na irácko–syrské hranici v okrese Rutba v provincii Anbár. Městem prochází dálnice spojující Bagdád a Damašek. Město vzniklo jako palestinský uprchlický tábor.
V květnu 2015 oblast obsadil Islámský stát, který byl později vytlačen americkou armádou podporovanými arabskými milicemi. Nová syrská armáda podporovaná západními speciálními jednotkami dosáhla stanoviště al-Tanf v syrské provincii Homs.